# Natàlia Sànchez i Dipp
Natàlia Sànchez i Dipp (Figueres, 1983) és una política catalana.
Ha cursat estudis en Història i Comunicació Cultural. Ha treballat com a tècnica de projectes d'Òmnium Cultural, treballadora de la productora Metromuster i tresorera de la Candidatura d'Unitat Popular. Fou militant del Bloc d'Estudiants Independentistes (BEI) i, posteriorment, de la Coordinadora d'Estudiants dels Països Catalans (CEPC). Va participar en l'assemblea del Casal la Volta. Va ser regidora a l'Ajuntament de Figueres i membre del Consell Comarcal de l'Alt Empordà. A les eleccions al Parlament de Catalunya de 2017 fou escollida diputada per la Candidatura d'Unitat Popular- Crida Constituent. El 2021 no es va tornar a presentar a les eleccions al Parlament.